# Nižné Ladičkovce
Nižné Ladičkovce – wieś (obec) na Słowacji położona w kraju preszowskim, w powiecie Humenné. Pierwsze wzmianki o miejscowości pochodzą z roku 1478.
Według danych z dnia 31 grudnia 2012, wieś zamieszkiwało 348 osób, w tym 185 kobiet i 163 mężczyzn.
W 2001 roku pod względem narodowości i przynależności etnicznej 99,73% mieszkańców stanowili Słowacy, a 0,27% Czesi.
Ze względu na wyznawaną religię struktura mieszkańców kształtowała się w 2001 roku następująco:
- Katolicy rzymscy – %
- Grekokatolicy – %
- Ewangelicy – %
- Prawosławni – %
- Husyci – %
- Ateiści – %
- Przedstawiciele innych wyznań – %
- Nie podano – %